# Maigret et le Corps sans tête
Maigret et le Corps sans tête est un roman policier de Georges Simenon, publié en 1955 par les Presses de la Cité et faisant partie de la série des Maigret.
Le récit se déroule à Paris sur les quais bordant le canal Saint-Martin, au milieu des années 1950 ; l'enquête se déroule à partir du 23 mars (la date est précisément indiquée) et dure quatre jours. Des mariniers en station à une écluse remontent un bras d'homme. Les policiers retrouvent les morceaux d'un corps dépecé dont il manque la tête. On fait appel au commissaire Maigret qui fait la connaissance de la patronne d'un bistrot du quartier laquelle, curieusement, n'a guère l'air de se soucier de l'absence prolongée de son mari censé être parti acheter du vin chez des viticulteurs du côté de Poitiers.
L'écriture de ce roman s'est déroulée du 15 ou 16 au 23 janvier 1955 dans la propriété de Shadow Rock Farm à Lakeville (Connecticut - États-Unis) ; c'est le dernier Maigret écrit aux États-Unis.

## Personnages
- La victime
  - Omer Calas : 47 ans, tenancier de bistrot.

- Entourage de la victime
  - Aline Calas, née Aline de Boissancourt : 41 ans, épouse d'Omer, tenancière de bistrot, mariée, une fille (Lucette) de 24 ans.
  - Lucette Calas : 24 ans, fille d’Aline et d’Omer, assistante à l’Hôtel-Dieu.
  - Dieudonné Pape : environ 50 ans, magasinier aux Transports Roulers.
  - Antoine Cristin : 18 ans, garçon de courses (en triporteur).
  - Maître Canonge : notaire à Boissancourt.

- Enquêteurs
  - Maigret : commissaire de police.
  - Moers, Lapointe et Judel : inspecteurs de police.
  - Docteur Blanc : médecin légiste.
  - Coméliau : juge d'instruction.

## Résumé

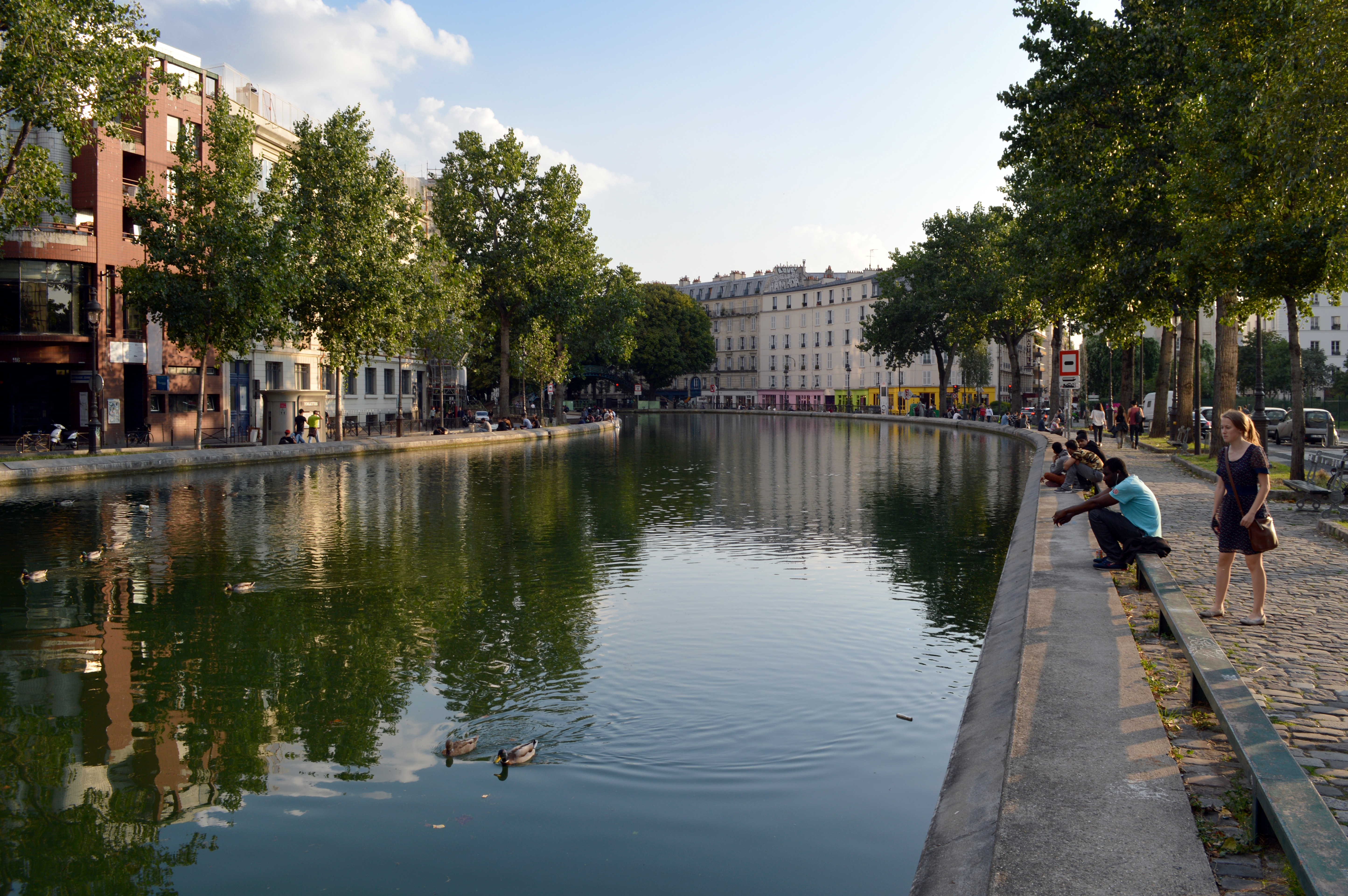
Le canal Saint-Martin près de l'écluse des Récollets.

Le roman se déroule en huit chapitres. 
Un dimanche matin, dans le canal Saint-Martin à Paris, quai de Valmy, au-dessus de l'écluse des Récollets, des mariniers repêchent, en voulant lever les amarres de leur péniche l'une après l'autre, les différentes parties du corps d'un homme : une jambe, un bras, un torse, etc. La police s'attend à retrouver aussi la tête, mais en vain. Appelé sur les lieux, le commissaire Maigret s'intéresse, après avoir téléphoné dans un bistrot du quai de Valmy, à la patronne qui lui répond de façon évasive et sèche. Quant à l'autopsie, elle montre une cicatrice d'appendicite. Le juge d'instruction Coméliau est désigné par le procureur de la République pour instruire l'affaire (chapitre 1). 
Un jeune coursier se déplaçant en triporteur se montre anormalement intéressé par les investigations des policiers. Comme il s'était aussi rendu à ce bar du quai de Valmy, le commissaire entame un interrogatoire de routine du jeune homme, Antoine Cristin, qui se montre stressé. Puis Maigret interroge la tenancière, Aline Calas, dont il apprend qu'Omer, son époux, est absent, qu'il s'est rendu près de Poitiers pour y acheter du vin, qu'elle ne peut pas le joindre et qu'il avait été opéré de l’appendicite dans sa jeunesse. Vieillie avant l'âge et s'adonnant à la boisson, Aline Calais dégage, dans son insaisissable indifférence, une personnalité qui intrigue le commissaire. Interrogée sur ses relations avec Antoine, Aline Calas reconnaît qu'elle a eu des relations épisodiques avec le jeune homme (chapitres 2 et 3).
L'enquête continue. Maigret se rend aux consignes de la gare de l'Est située non loin de là. Une valise non réclamée y est restée, en attente de récupération. Ayant obtenu un mandat du juge d'instruction, le commissaire la récupère puis la présente à Mme Calas qui la reconnaît comme étant celle de son mari. Ouverte, la valise révèle son contenant : du linge sale d'Omer Calas. Son linge étant sale, cela signifie que la valise a été mise en consigne après son retour de Poitiers, et donc qu'il était vivant à ce moment-là. Maigret interroge alors Lucette, la fille des Calas, qui lui confirme détester son père, ivrogne et violent, dur avec les femmes et notamment de la sienne qu'il battait. Sa mère est, selon elle, plutôt faible et soumise. Elle lui parle aussi d'un amant régulier prénommé Dieudonné. De nouveau interrogée, Aline Calas ne conteste pas les déclarations de sa fille (chapitres 4 et 5).
Aline Calas est placée en garde à vue et présentée devant le juge d'instruction Coméliau pour audition. Pendant ce temps, le commissaire fait rechercher des traces de sang dans le domicile et le bistrot des Calas, sans résultat : il semble que ce n'est pas là qu'Omer Calas ait pu être  tué ou dépecé. Les policiers retrouvent l'amant d'Aline : Dieudonné Pape (chapitre 6).
Maigret ne comprend pas les tenants et aboutissants de l'affaire. Sachant que Dieudonné et Aline avaient une liaison adultère depuis environ une dizaine d'années, connue du mari qui la tolérait, pourquoi les deux amants auraient-ils voulu tuer Omer? Aline étant née à Boissancourt, il interroge par téléphone des personnes de cette petite commune. Il semble que les Calas aient tous deux habités dans le même patelin étant jeunes, et qu'ils l'aient quitté 25 ans auparavant pour se rendre à Paris. L'un des contacts lui suggère d'appeler maître Canonge, le notaire local. Quand Maigret appelle l'étude, il a la surprise d'apprendre que le notaire a récemment quitté la commune pour se rendre au Quai des Orfèvres afin de faire des révélations à la police ! (chapitre 7).
C'est en recherchant dans le passé d'Aline Calas que la lumière se fera. Née Aline de Boissancourt, fille d'un riche châtelain, elle a rompu avec les siens à 17 ans, pour disparaître avec Omer Calas, un valet du château. Un mois avant les événements, son père est mort et le notaire a retrouvé sa trace. Pourtant elle refuse la succession afin de ne pas changer de vie, tandis que son mari entend profiter de l'héritage qu'il ne peut recevoir sans l'accord de sa femme. Maigret imagine alors ce qui s'est passé et qui sera d'ailleurs reconnu devant le juge : scène entre les époux, violence d'Omer, intervention musclée de Dieudonné, l'amant qui défend Aline et qui, méticuleux comme à l'ordinaire, s'en va dépecer le cadavre du mari trop brutal. Lucette Calas, bien différente de ses parents, ignorait même les origines de sa mère. Elle épousera le professeur Lavaud, son patron, en attendant l'héritage de son grand-père inconnu (chapitre 8).

## Autour du roman
Le récit évoque l'histoire d’un crime quasi-accidentel au-delà duquel se profile l’étrange figure d’une femme mue par le désir instinctif de rejeter les avantages matériels auxquels elle a droit par sa naissance. Elle éveille chez Maigret un intérêt qui lui rappelle la profession idéale à laquelle il rêvait dans sa jeunesse : « un raccommodeur de destinées » (chapitre 3).
Le caractère de Maigret et celui du juge Cornéliau s’opposent en désaccords permanents : « Maigret savait que le juge le tenait à l’œil, prêt à lui faire porter la responsabilité de la moindre erreur ».  L'antagonisme entre les deux hommes est à son comble à la dernière phrase du roman : alors que Maigret a pris soin de confier le gentil chat roux d'Aline à la bouchère, voisine du bar, le juge dit à Maigret : « Elle m'a demandé ce que vous avez fait de son chat. − Qu'avez vous répondu ? − Que vous aviez autre chose à faire ! ». De ça, Maigret devait en vouloir toute sa vie au juge Coméliau ».

## Éditions
- Édition originale : Presses de la Cité, 1955.
- Livre de poche, n° 14238, 2002  (ISBN 978-2-253-14238-6).
- « Tout Simenon », tome 8, éd. France Loisirs, 1990, pages 7 à 111  (ISBN 2-7242-6094-5), réédité chez éd. Omnibus, 2002  (ISBN 978-2-258-06049-4).
- Tout Maigret, tome 6, Omnibus,  2019  (ISBN 978-2-258-15047-8).

## Adaptations

### Audiovisuel
- Sous le titre The Simple Case, téléfilm anglais de Gerard Glaister avec Rupert Davies (Commissaire Maigret), diffusé en 1961.
- Maigret et le Corps sans tête, téléfilm français de Marcel Cravenne avec Jean Richard (Commissaire Maigret) et Suzanne Flon (Aline Calas), diffusé en 1974.
- Sous le titre Keishi to kubi nashi shitai, téléfilm japonais de Onoda Yoshiki, avec Kinya Aikawa (Commissaire Maigret), diffusé en 1978.
- Maigret et le Corps sans tête, téléfilm français de Serge Leroy avec Bruno Cremer (commissaire Maigret) et Aurore  Clément (Aline Calas), diffusé en 1992.

### Bande dessinée
- Maigret et le corps sans tête, Lefrancq, 1997
Scénario : Odile Reynaud - Dessin : Frank Brichau

## Source bibliographique
- Maurice Piron, Michel Lemoine, L'Univers de Simenon, guide des romans et nouvelles (1931-1972) de Georges Simenon, Presses de la Cité, 1983, p. 348-349  (ISBN 978-2-258-01152-6)